# Norops bremeri
Norops bremeri är en ödleart som beskrevs av  Barbour 1914. Norops bremeri ingår i släktet Norops och familjen Polychrotidae. Inga underarter finns listade i Catalogue of Life.